# Liste der Kardinalskreierungen Nikolaus’ IV.
Papst Nikolaus IV. hat im Verlauf seines Pontifikates (1288–1292) in einem Konsistorium die Kreierung von sechs Kardinälen vorgenommen.

## Konsistorium

### 16. Mai 1288
- Bernardo de Berardi, Bischof von Osimo
- Hugues Aycelin, Dominikaner
- Matteo d’Acquasparta, Franziskaner
- Pietro Peregrossi, Vizekanzler der Heiligen Römischen Kirche
- Napoleone Orsini
- Pietro Colonna